# Яців Михайло Іванович
Михайло Іванович Яців (1907, село Угорники, тепер Івано-Франківської міської ради Івано-Франківської області — ?) — український радянський діяч, слюсар-бригадир колісного цеху Станіславського паровозоремонтного заводу Станіславської (Івано-Франківської) області. Депутат Верховної Ради СРСР 2-го скликання.

## Біографія
Народився в бідній селянській родині. З дванадцятирічного віку наймитував у заможних селян. Потім три роки навчався на слюсаря в місті Станіславі.
З 1929 року — чорнороб нафтопромислу, робітник на будівництві шляхів, бетонщик, безробітний в Станіславському воєводстві.
З кінця 1939 по червень 1941 року — помічник коваля, слюсар Станіславського паровозоремонтного заводу.
Після початку німецько-радянської війни призваний до Червоної армії, служив у будівельному батальйоні на Уралі. Потім працював слюсарем на оборонному заводі в РРФСР. У 1945 році повернувся до рідного села Угорники на Станіславщину.
З 1945 року — слюсар-бригадир колісного цеху Станіславського паровозоремонтного заводу. Обирався членом завкому профспілки.

## Нагороди та звання
- значок «Відмінник соціалістичного змагання»